# Xã Prosperity, Quận Renville, Bắc Dakota
Xã Prosperity (tiếng Anh: Prosperity Township) là một xã thuộc quận Renville, tiểu bang Bắc Dakota, Hoa Kỳ. Năm 2010, dân số của xã này là 26 người.